# Doktor Rej i djavoli
Doktor Rej i djavoli, scris și ca Doktor Rej i đavoli, (în sârbă Доктор Реј и ђаволи, cu sensul de Doctor Ray și Diavolii) este un film sârb parțial biografic din 2012 regizat de Dinko Tucaković. Este co-scris de Tucaković și Saša Radojević, cu ajutor din partea lui Dimitrije Vojnov. 
Filmul prezintă viața celebrului regizor american Nicholas Ray în Republica Socialistă Federativă Iugoslavia. În 1960, Ray a fost invitat de Ratko Dražević, conducătorul studioului Avala Film în aceea perioadă și fost ofițer de securitate iugoslav. Se bazează în mod vag pe evenimente reale. Întrucât, potrivit lui Tucaković, povestea șederii lui Ray la Belgrad este „destul de încețoșată”, personajele filmului au fost tratate „mai mult mitologic decât documentar”. În plus, din moment ce informațiile biografice specifice ale lui Dražević sunt complet schițate și bazate în cea mai mare parte pe anecdote, actorul care îl interpretează în film, Dragan Bjelogrlić, a spus că portretul său este „bazat mai mult pe legendă decât pe biografie”.
Alte persoane reale care apar ca personaje în film sunt regizorul de film D. W. Griffith, vedeta de film Orson Welles și partenera sa Oja Kodar, actrița franceză Jeanne Moreau, scriitorul sârb Borislav Mihajlović Mihiz, realizatorul bosniac Bahrudin Čengić, producătorul american de film Samuel Bronston și a treia soție a lui Ray, Betty Utey. De asemenea, unele persoane reale sunt prezentate ușor deghizate sau prin aluzii bazate pe pseudonimele unor personaje, deoarece realizatorii nu au primit permisiunea familiilor acestora să le folosească adevăratul nume în film. Personajul lui Aleksa este inspirat de regizorul sârb de film Saša Petrović, personajul lui Zlatan este scriitorul sârb Slobodan Selenić, în timp ce Ivica este producătorul de film croat Branko Lustig. 
Lungmetrajul (care face parte dintr-un proiect mai mare care include și un viitor documentar și o carte) a avut premiera la 4 martie 2012 în noaptea de închidere a festivalului FEST de la Belgrad din 2012. Filmul a avut o lansare cinematografică generală în Serbia începând cu 27 septembrie 2012.

## Prezentare
În 1964, celebrul regizor Nicholas Ray, care a realizat la Hollywood în urmă cu un deceniu celebrul film  Rebel fără cauză (cu James Dean), ajunge în Iugoslavia comunistă într-o încercare disperată de a se relansa în cinematografie. Problemele cu drogurile și alcoolul i-au afectat cariera în SUA, dar numele său era suficient de cunoscut pentru a i se face o ofertă profitabilă de regizare a unui film cu fonduri de stat iugoslave - un film dramatic de groază bazat pe romanul lui Dylan Thomas, The Doctor and the Devils.
Pe de altă parte, puternica gazdă a lui Ray, directorul companiei de producție de stat Avala Film și fostul ofițer al UDBA (securitatea statului iugoslav) Ratko Dražević, are vise mari - încearcă să înființeze un „Hollywood în spatele Cortinei de Fier” și Nicholas Ray se potrivește perfect acestui plan.

## Distribuție
- Paul Leonard Murray ca Nicholas Ray
- Dragan Bjelogrlić ca Ratko Dražević
- Ana Sofrenović ca Betty Utey, soția lui Ray
- Bojan Dimitrijević ca Borislav Mihajlović Mihiz
- Lena Bogdanović ca Nada
- Pavle Pekić ca Zlatan
- Marko Gvero ca Aleksa
- Tihomir Stanić ca Ivica
- Jana Milić ca Olja
- Gordon Murray ca Orson Welles
- Ivana Popović ca Oja Kodar
- Milena Predić ca Jeanne Moreau
- Milan Konjević ca Bahrudin Čengić
- Svetozar Cvetković ca D. W. Griffith
- Lazar Stojanović ca Samuel Bronston

## Producție

### Context
Dinko Tucaković a fost intrigat de circumstanțele șederii de trei ani a lui Nicholas Ray în Iugoslavia, de când a auzit prima dată despre acest lucru, în 1979, când era student la Facultatea de Arte Dramatice din Belgrad (FDU). I s-a spus despre acest lucru de către profesorul său Vladimir Slijepčević, care s-a întâlnit personal cu Ray la Belgrad.
În anii următori, Tucaković a devenit un cunoscut regizor de film în Iugoslavia, precum și istoric de film și conservator-șef al Arhivei Filmului Iugoslav (Jugoslovenska kinoteka). Întrucât două dintre cele mai eminente surse ale lui Ray - Nicholas Ray: An American Life de Bernard Eisenschitz  și articolele lui Jonathan Rosenbaum - abia menționează șederea celebrului regizor în Iugoslavia, Tucaković a căutat mai multe informații, descoperind astfel multe detalii despre viața lui Ray în fosta țară comunistă. 
Contractat de studioul de stat Avala Film, condus în acea vreme de puternicul și controversatul fost ofițer de securitate (UDBA) Ratko Dražević, Ray a primit aprobarea unui buget de 1,7 milioane de dolari americani pentru a veni cu un scenariu adaptat după romanul The Doctor and the Devils scris de Dylan Thomas și pentru a regiza apoi un film în care au fost distribuiți Maximilian Schell, Susannah York și Geraldine Chaplin. Alcoolic notoriu, cartofor, obsesiv și dependent de droguri, Ray și-a petrecut majoritatea timpului la Belgrad, unde a locuit la Hotelul Moskva și a făcut cunoștință cu elita culturală a orașului. De asemenea, el s-a întâlnit cu regizorul polonez Andrzej Wajda, care a fost în oraș pentru a filma coproducția Gates to Paradise, tot pentru studioul Avala Film. Cunoscut ca bisexual, Ray, care era căsătorit în acea vreme, ar fi avut atât o amantă, cât și un iubit bărbat la Belgrad. În plus, el a intenționat să obțină o reședință permanentă la Belgrad, văzând o oportunitate de afaceri în industria auto ca reprezentant Volkswagen pentru Iugoslavia, considerând că poate fi mai profitabil decât producția de filme. În plus, el a petrecut ceva timp la Zagreb, precum și pe insula Hvar, unde s-a auto-sechestrat pentru a lucra la scenariul filmului The Doctor and the Devils. 
În cele din urmă, Ray nu a realizat niciodată filmul The Doctor and the Devils din mai multe motive care au de-a face mai ales cu problemele financiare ale studioului Avala Film,  din cauza uneia dintre coproducțiile sale - filmul istoric de aventuri franco-italian  Fabuloasa aventură a lui Marco Polo (La Fabuleuse Aventure de Marco Polo) regizat de de Noël Howard și Raoul Lévy, care a depășit cu mult bugetul programat inițial. Problemele financiare cu Marco Polo au obligat studioul Avala să caute un partener de producție din afara țării pentru The Doctor and the Devils; dar cum studioul nu a găsit pe nimeni, a anulat proiectul și Ray a părăsit țara. 
După vreo douăzeci de ani, cinematograful și regizorul englez Freddie Francis a filmat adaptarea romanului lui Dylan Thomas, The Doctor and the Devils, după un scenariu de Ronald Harwood.
În momentul în care Republica Federală Socialistă Iugoslavia s-a dezintegrat la începutul anilor 1990, Tucaković era sigur că vrea să facă un film despre șederea lui Ray în țară. La la festivalul de film de la Veneția, s-a întâlnit cu Wim Wenders, admiratorul lui Ray și bun prieten al acestuia, care i-a oferit lui Ray un rol în filmul său din 1977 Prietenul american (The American Friend) și, de asemenea, a detaliat exact decesul său în documentarul său Lightning Over Water. Wim Wenders și-a exprimat interesul de a contribui la proiectul lui Tucaković, dar nu s-a concretizat nimic din cauza incapacității companiei Bandur Film - studioul de producție din spatele proiectului planificat, de a accesa fondurile de co-producție ale Uniunii Europene. 
Proiectul a fost abandonat din nou, dar ceea ce i-a dat speranță lui Tucaković a fost că, de fiecare dată când a menționat ideea unor oamenii din industria filmului la simpozioane sau festivaluri de film, mereu a găsit un public foarte receptiv.

### Proiect
În cele din urmă, în 2008, Tucaković avea scenariul pregătit. De asemenea, a adunat foarte multe materiale, astfel încât a decis să scrie o carte și să facă un film documentar pe lângă acest lungmetraj. El a decis să realizez filmul Doktor Rej i djavoli ca un amestec de fapte reale și ficțiune asemănător filmului Căderea în uitare (Fade to Black) regizat de Oliver Parker despre legătura lui Orson Welles cu CIA la Roma în 1948. 
Pregătirea și pre-producția  lungmetrajului au avut loc în 2009. Inițial, rolul lui Nicholas Ray a fost atribuit lui Willem Dafoe, cu toate acestea, problemele cu finanțarea filmului l-au obligat pe Tucaković să amâne începutul producției de mai multe ori. Prin urmare, Dafoe a renunțat la proiect, deoarece avea alte filme programate. În mod similar, în rolul soției lui Ray, Betty Utey, au fost distribuite și schimbate mai multe actrițe din cauza acestei incertitudini. În distribuția inițială a fost Anica Dobra care între timp a obținut alte roluri cât timp a așteptat să înceapă filmările la Doktor Rej i đavoli și a renunțat la proiect. Înlocuitoarea ei a fost Nataša Janjić, dar rolurile sale în teatru au impus o altă schimbare, astfel încât rolul a fost în cele din urmă acordat actriței Ana Sofrenović. O altă idee originală la care s-a renunțat a fost distribuția lui Rade Šerbedžija pentru a juca personajul celebrului scriitor croat Miroslav Krleža (Šerbedžija l-a cunoscut pe Krleža foarte bine). 
În sfârșit, filmările au început la sfârșitul anului 2010 și au continuat până în toamna anului 2011 în locuri din Belgrad și Luštica, Muntenegru. Pe lângă scenele interpretate, filmul conține numeroase cadre documentare din Paris și Belgrad. Filmul din cadrul filmului la care ar fi lucrat Ray este de fapt preluat din scurtmetrajul de groază al lui Tucaković din 1990, Bernisa, jača od smrti.

## Recepție critică
Recenziile timpurii în urma premierei filmului la FEST au fost negative. 
Milan Vlajčić de la Blic subliniază că "cei familiarizați cu epoca vor înțelege subtextul filmului, dar își exprimă îndoieli dacă chiar le va părea distractiv sau dacă merită urmărit".
Dubravkăi Lakić de la Politika  nu i-a plăcut filmul, numindu-l „proză auto-indulgentă care amestecă în mod arbitrar ficțiunea cu realitatea” și făcând referire la „obsesia de 30 de ani a lui Tucaković care acum este în afara sistemului său, sperăm că este bine”. Ea mai spune că „uneori, filmul se transformă aproape într-o piesă de cameră, cu acțiunea care are loc doar în câteva interioare, toate acestea punând o presiune suplimentară asupra scenariului, precum și a performanțelor care nu sunt în stare să susțină povestea - Paul Leonard Murray, ca Nicholas Ray, este amator (la fel ca Gordon Murray, interpretându-l pe Orson Welles), în timp ce Bjelogrlić joacă, în esență, din experiența sa proprie ca producător de film."